# Tim Hutchinson
Young Timothy Hutchinson, detto Tim (Bentonville, 11 agosto 1949), è un politico statunitense, senatore per lo stato dell'Arkansas dal 1997 al 2003 ed in precedenza membro della Camera dei rappresentanti per lo stesso stato dal 1993 al 1997. Hutchinson è membro del Partito Repubblicano e fratello del governatore dell'Arkansas dal 2015 al 2023 Asa Hutchinson.

## Biografia

### Infanzia e studi
Tim Hutchinson nasce a Bentonville, nell'Arkansas, da John Malcolm Hutchinson, Sr. e Coral Virginia Mount. Cresciuto nella fattoria di famiglia vicino a Gravette, frequentò la Bob Jones University, dove ottenne un Bachelor of Arts, per poi frequentare l'Università dell'Arkansas, dove ottiene un Master of Arts in scienze politiche.

### Carriera politica
Repubblicano, Hutchinson venne eletto per la prima volta alla Camera dei rappresentanti dell'Arkansas per il 1º distretto nel 1984, rimanendovi in carica fino al 1993, anno in cui viene eletto nel 3º distretto dell'Arkansas al Congresso americano.
Nel 1996 viene eletto senatore per l'Arkansas battendo lo sfidante democratico Winston Bryant, all'epoca vicegovernatore dell'Arkansas. Nel 2002 si ricandidò per un secondo mandato ma venne sconfitto dal democratico Mark Pryor.

## Vita privata
È stato sposato due volte: la prima con Donna Jean King dal 1970 al 1999 e la seconda con Randi Fredholm a partire dal 2000. Dal matrimonio con quest'ultima ebbe tre figli, due dei quali impegnati anch'essi in politica. Inoltre è fratello di Asa Hutchinson, anch'egli deputato e governatore dell'Arkansas dal 2015 al 2023.

### Posizioni politiche
Hutchinson si è dichiarato contrario all'aborto e ai matrimoni gay e favorevole alla pena di morte.